# Las chicas de oro (España)
Las chicas de oro es una serie de televisión emitida por La 1 y producida por Alba Adriática que se emitió en el año 2010. Se trataba de una adaptación para el público español de la serie norteamericana «The Golden Girls», por lo que, consecuentemente, los personajes originales fueron modificados y sus perfiles reescritos para el público español. Quince años antes, también se había adaptado la serie original a España con el título de Juntas, pero no revueltas.
La serie cuenta con Concha Velasco, Alicia Hermida, Lola Herrera y Carmen Maura, que interpretan, respectivamente, a Doroti, Sofía, Blanca y Rosa.
Finalmente, tras muchas dudas, TVE no ha querido renovar la serie por una segunda temporada, debido a sus bajos niveles de audiencia y también por la incorporación de Concha Velasco a Cine de barrio

## Argumento
Para poder hacer frente al pago de la hipoteca, Blanca (Lola Herrera) no tiene más remedio que alquilar algunas de las habitaciones de su casa a otras mujeres. Al anuncio que pone en un supermercado responden Rosa (Carmen Maura) y Doroti (Concha Velasco), que pasan a compartir el chalé con ella. La aparición de Sofía (Alicia Hermida), madre de Doroti, se produce cuando la residencia en la que se alojaba es destruida por un incendio, y se ve obligada a recurrir a su hija porque no tiene donde ir.
La convivencia de tres mujeres maduras con los mismos problemas, especialmente la soledad por falta de un hombre a su lado, hace que acaben convirtiéndose en íntimas amigas. A partir de entonces se apoyarán en todo momento unas a otras para conllevar mejor las contrariedades y las circunstancias que van apareciendo en el día a día de su existencia. Gracias al humor con el que hacen frente al devenir de sus vidas, y las ganas de vivir y ser felices que demuestran tener en todo momento, consiguen encarar el futuro con una mejor actitud y un mayor optimismo.

## Personajes

### Principales
- Concha Velasco es Doroti Morilla Garcés

La única divorciada es la más responsable y más analítica del grupo de amigas. Sobre ella recaen fundamentalmente los problemas que plantea tener a su madre con ella, lo que le provoca más de un quebradero de cabeza por el peculiar carácter de la señora.
- Carmen Maura es Rosa Crespo Tembleque

Es una mujer tierna, ingenua y soñadora, para quien el mundo debería ser mucho más humano y más justo de lo que es en realidad. Buena por naturaleza, sufre como propia cualquier injusticia de las que son víctimas las personas de su entorno.
- Lola Herrera es Blanca de Beró Fernández

Es una viuda atractiva y coqueta, a la que encanta sobre todo flirtear con los hombres. Como considera que el sexo es lo mejor que existe, trata de aprovechar al máximo sus años de madurez. En su casa ha dado acogida a las dos amigas y a la madre de una de ellas, que conviven bajo su mismo techo.
- Alicia Hermida es Sofía Garcés Parra

Es la madre de Doroti. Es la mayor del grupo y la más ácida. El haber llegado a una avanzada edad le permite decir siempre lo que le da la gana, sin tener en cuenta el efecto que pueden provocar sus palabras. Y sus palabras suelen ser casi siempre groseras, inconvenientes o inoportunas. Es una mujer inteligente y lúcida, que no se le escapa una.

### Secundarios
- Juan Manuel Cifuentes es Dani.
- Pedro Miguel Martínez es Alberto.

- Pablo Puyol como Martín.
- Paz Padilla como ella misma.
- Carlos Iglesias como Vecino.
- Clara Lago como Lucía.
- Santiago Segura como él mismo.
- Miguel de Miguel como Andrés.
- Bernabé Fernández como Toño
- Daniel Freire,
- Juan Manuel Cifuentes,
- Eva Marciel,
- Pedro Miguel Martínez,
- David Arnaiz,
- Santiago Segura,
- Joan Massotkleiner,
- Francisco Merino,
- Eusebio Lázaro,
- Luis Marco,
- Luis Zahera,
- Maite Blasco,
- Emilio Gavira,
- Álvaro Morte,
- Ana María Vidal,
- Víctor Valverde,
- Bruno Squarcia,
- Juan Antonio Quintana,
- Loreto Valverde,
- María Kosty,
- Cristina Peña,
- Jaime Ordóñez,
- Tomás del Estal,
- Carlos Olalla

## Apariciones especiales
- Pablo Puyol como Martín.
- Paz Padilla como ella misma.
- Carlos Iglesias como Vecino.
- Clara Lago como Lucía.
- Santiago Segura como él mismo.
- Miguel de Miguel como Andrés.
- Bernabé Fernández como Toño

## Críticas
Incluso antes de su primera emisión, la producción fue duramente criticada por su falta de originalidad y la aparente imposibilidad de rescatar una serie de semejante éxito como Las chicas de oro originales.